# Bulbothrix tabacina
Bulbothrix tabacina är en lavart som först beskrevs av Mont. & Bosch, och fick sitt nu gällande namn av Hale. Bulbothrix tabacina ingår i släktet Bulbothrix och familjen Parmeliaceae.   Inga underarter finns listade i Catalogue of Life.